# Zibeton
Zibeton ist eine chemische Verbindung aus der Gruppe der cyclischen Ketone.

## Vorkommen

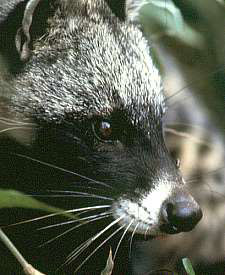
Afrikanische Zibetkatze

Der Naturstoff Zibeton ist ein Hauptbestandteil des Duftstoffes Zibet – dem Analsekret der Afrikanischen Zibetkatze. Es ist eines der ältesten bekannten Parfuminhaltsstoffe. Zibeton ist nahe verwandt mit Muscon. Beide Verbindungen haben die Struktur eines großen cyklischen Moleküls. Die Struktur wurde von Leopold Ružička 1926 geklärt.

## Gewinnung und Darstellung
Zibeton kann synthetisch durch Dieckmann-Cyclisierung (Dieckmann-Kondensation) von 9-Octadecen-1,18-dicarbonsäuredialkylestern oder Ti-Claisen-Kondensation gewonnen werden.

## Verwendung
Zibeton wird häufig als Duftstoff in Parfum, Seifen und anderen Haushaltschemikalien verwendet.
Um Wildkatzen wie Jaguare, Geparde und Tiger in die Nähe einer automatischen Kamerafalle zu locken, benutzen Feldbiologen Calvin Kleins Eau de Cologne "Obsession for men" als Lockmittel, das unter anderem synthetisches Zibeton enthält.